# Vương Thành
Vương Thành (tiếng Trung giản thể: 王成, bính âm Hán ngữ: Wáng Chéng, sinh tháng 6 năm 1969, người Hán) là chính trị gia nước Cộng hòa Nhân dân Trung Hoa. Ông là Ủy viên dự khuyết Ủy ban Trung ương Đảng Cộng sản Trung Quốc khóa XX, hiện là Thường vụ Tỉnh ủy, Bộ trưởng Bộ Tổ chức Tỉnh ủy Chiết Giang. Ông từng là Thường vụ Tỉnh ủy, Bộ trưởng Bộ Tổ chức Tỉnh ủy Hồ Nam; Phó Tỉnh trưởng Sơn Tây.
Vương Thành là đảng viên Đảng Cộng sản Trung Quốc, học vị Tiến sĩ Kinh tế học. Ông có sự nghiệp gần 30 năm công tác ở quê nhà Sơn Tây trước khi chuyển tới Hồ Nam, Chiết Giang.

## Xuất thân và giáo dục
Vương Thành sinh vào tháng 6 năm 1969 tại địa cấp thị Sóc Châu, tỉnh Sơn Tây, Cộng hòa Nhân dân Trung Hoa. Ông lớn lên và tốt nghiệp cao trung ở Sóc Châu, đến tháng 9 năm 1984 thì theo học Trường Sư phạm huyện Sóc khóa học 3 năm. Sau khi tốt nghiệp trường Sóc vào 9 năm 1987, ông nhập học Đại học Sư phạm Sơn Tây ở thủ phủ Thái nguyên, học hệ chính trị và tôn giáo, tốt nghiệp cử nhân chuyên ngành kinh tế chính trị vào tháng 7 năm 1991. Vào thời điểm này, ông tiếp tục thi đỗ chương trình nghiên cứu sinh toàn thời gian về kinh tế chính trị ở Sở nghiên cứu Kinh tế của Sư phạm Sơn Tây, nhận bằng Thạc sĩ Kinh tế học vào tháng 6 năm 1994. Gần 15 năm sau đó, từ tháng 9 năm 2008, ông là nghiên cứu sinh tại chức sau đại học tiếp tục về kinh tế chính trị ở Trường Nghiên cứu sinh của Đại học Tài chính Kinh tế Sơn Tây, trở thành Tiến sĩ Kinh tế học vào tháng 6 năm 2011. Vương Thành được kết nạp Đảng Cộng sản Trung Quốc vào tháng 1 năm 1991, khi là sinh viên năm cuối của Sư phạm Sơn Tây.

## Sự nghiệp

### Sơn Tây
Tháng 6 năm 1994, sau 10 năm học chương trình cao đẳng, đại học và cao học và nhận bằng thạc sĩ, Vương Thành được Chính phủ Nhân dân tỉnh Sơn Tây tuyển vào làm việc. Ban đầu ông là cán bộ Phòng Khoa giáo của Sảnh Văn phòng Chính phủ tỉnh, sau đó chuyển sang Phòng Xã hội, nâng ngạch lên chủ nhiệm khoa viên. Ông cũng được điều về huyện Du Xã, xuống trấn Xã Thành làm Phó Trấn trưởng từ tháng 7 năm 1996 đến tháng 12 năm 1997, sau đó sang địa khu Lâm Phần làm Phó Chủ nhiệm Văn phòng Hành chính địa khu trong thời gian ngắn 2 tháng. Vào đầu năm 1998, ông được điều trở lại Sảnh Văn phòng Chính phủ tỉnh làm Thư ký cấp phó phòng, đến tháng 2 năm 2002 thì chuyển sang Văn phòng Ủy ban Kinh tế Thương mại Sơn Tây làm Điều nghiên viên. Tháng 9 năm này, ông là Trưởng phòng Xí nghiệp nhỏ và vừa, chuyển chức làm Trưởng phòng Quy hoạch và Đầu tư của Ủy ban Kinh Mậu từ tháng 6 năm 2002. Tháng 6 năm 2004, ông được bổ nhiệm làm Phó Chủ nhiệm Văn phòng Ủy ban Công nghiệp Quốc phòng tỉnh Sơn Tây, sau đó 3 năm thì chuyển vị trí làm Phó Tổng thư ký Chính phủ tỉnh.
Tháng 5 năm 2011, Vương Thành được điều về địa cấp thị Hãn Châu, chỉ định vào Ủy ban Thường vụ Thị ủy, nhậm chức Phó Thị trưởng. Hai năm sau, ông được bổ nhiệm làm Phó Chủ nhiệm Ủy ban Cải cách Phát triển Sơn Tây, kiêm Phó Chủ nhiệm chuyên chức Văn phòng Cải cách chuyển đổi thổng thể tỉnh, cấp chính sảnh. Tiếp tục thêm 2 năm, vào tháng 7 năm 2015, ông được điều về thủ phủ Thái Nguyên, nhậm chức Phó Bí thư Thành ủy, được 1 năm thì chuyển sang địa cấp thị Tấn Trung làm Phó Bí thư Thị ủy, Thị trưởng, rồi thăng chức làm Bí thư Thị ủy từ tháng 1 năm 2018. Cũng trung năm này, ông ứng cử và trúng cử là đại biểu của Sơn Tây của Đại hội Đại biểu Nhân dân toàn quốc khóa XIII nhiệm kỳ 2018–23. Vào tháng 3 năm 2019, ông được bầu làm Phó Tỉnh trưởng Sơn Tây, và là Thành viên Đảng tổ Chính phủ tỉnh.

### Hồ Nam–Chiết Giang
Tháng 1 năm 2021, sau gần 30 năm công tác ở quê nhà Sơn Tây, Vương Thành được điều tới Hồ Nam, chỉ định vào Ủy ban Thường vụ Tỉnh ủy, nhậm chức Bộ trưởng Bộ Tổ chức Tỉnh ủy Hồ Nam. Hơn 1 năm ở Hồ Nam cho đến tháng 2 năm 2022, ông được điều tới Chiết Giang, tiếp tục là Thường vụ Tỉnh ủy, Bộ trưởng Bộ Tổ chức Tỉnh ủy Chiết Giang, kiêm Hiệu trưởng Trường Đảng Tỉnh ủy, Viện trưởng Học viện Hành chính Chiết Giang từ ngày 14 tháng 3 năm 2022. Cuối năm này, ông tham gia Đại hội Đảng Cộng sản Trung Quốc lần thứ XX từ đoàn đại biểu Phúc Kiến. Trong quá trình bầu cử tại đại hội, ông được bầu là Ủy viên dự khuyết Ủy ban Trung ương Đảng Cộng sản Trung Quốc khóa XX.